# Sandesneben
Sandesneben est une commune allemande du Schleswig-Holstein, située dans l'arrondissement du duché de Lauenbourg (Kreis Herzogtum Lauenburg), à mi-chemin entre les villes d'Ahrensburg et Ratzeburg. Sandesneben est la commune la plus peuplée des 25 communes de l'Amt Sandesneben-Nusse dont elle est le siège administratif.